# Stacja parkowania rowerów

Stacja parkowania rowerów lub garaż rowerowy – budynek lub konstrukcja przeznaczona do użytku jako parking rowerowy. Może to być to proste rozwiązanie takie jak zamykana klatka na rowery lub boks, lub tak złożony jak specjalnie zbudowany wielopoziomowy budynek. Wspólnym celem jest zapewnienie bezpiecznego parkingu dla rowerów.
Stacje parkingowe dla rowerów mogą oferować dodatkowe udogodnienia takie jak naprawa rowerów oraz udogodnienia dla klientów takie jak prysznice lub szafki. Stacje bywają obsługowe i bezobsługowe i całkowicie zautomatyzowane. Niektóre wymagają od użytkowników opłacenia abonamentu, podczas gdy inne są dostępne bez ograniczeń i całkowicie bezpłatnie. Niektóre z nich znajdują się na stacjach kolejowych, aby ułatwić multimodalny transport typu „Bike and Ride”, podczas gdy inne znajdują się na końcu dojazdów do pracy i jako takie są zlokalizowane w centrach miast, na uczelniach i w miejscach docelowych. Zaawansowana stacja do parkowania rowerów zapewnia ochronę przed warunkami atmosferycznymi, złodziejami i wandalizmem nie tylko dla pojazdu, ale także dla kasków i innych rzeczy osobistych.

## Przykładowe stacje parkowania rowerów
- Australia
  - Melbourne, Victoria – znajduje się 60 klatek rowerowych rozmieszczonych na 216 podmiejskich stacjach kolejowych w Melbourne i kolejnych 11 klatek na regionalnych stacjach V/Line w całym stanie Wiktoria. Klatki te są dostępne tylko za pomocą zarejestrowanej karty zbliżeniowej, a większość z nich ma stojaki rowerowe na 26 rowerów każdy, choć niektóre mają dodatkową pojemność[potrzebny przypis].
- Europa
  - Holandia
    - Utrecht
      - Stationsplein, z 12 500 miejscami[4], jest największą na świecie stacją parkingową dla rowerów i tylko jedną z około 20 stacji z około 33 000 miejsc parkingowych w pobliżu głównego dworca kolejowego w Utrechcie[5].
- Ameryka Południowa
  - Mauá, przedmieście na południowy zachód od São Paulo, Brazylia przy stacji kolejowej Mauá na linii 10 CPTM. wideo ze stacji rowerowej na Streetfilms. Ten bicicletário (stojak rowerowy w języku portugalskim) jest obsługiwany przez ASCOBIKE lub Assoçiâo dos Condutores de Bicicletas[potrzebny przypis]

## Polska
W Polsce pierwszą stację parkowania rowerów w postaci podziemnego, zautomatyzowanego garażu uruchomiono w maju 2022 w zrewitalizowanym kompleksie pofabrycznym Fabryka Norblina w Warszawie. Stacja posiada miejsce dla 96 rowerów i jest czynna całodobowo.